# Mészverem
Mészverem (németül: Kalkgruben) Veperd község része, egykor önálló község Ausztriában, Burgenland tartományban, a Felsőpulyai járásban.

## Fekvése
Felsőpulyától 15 km-re északnyugatra, Kaboldtól 3 km-re északra a Soproni-hegység délnyugati lábánál fekszik.

## Története
A település első közvetett említése 1220-ban II. András király adománylevelében történt, melyben "alia villa comitis Petri" (Péter gróf másik faluját) Botus fia Pósa grófnak adja. A település első névszerinti említése csak majdnem egy évszázaddal később 1301-ben történt "Poss. Colgruob" alakban.
Mészvermet a környék településeihez hasonlóan 1529-ben, 1532-ben és 1683-ban is elpusztította a török. A 17. századtól az Esterházy család birtoka volt.
Vályi András szerint "KALCHGRÚBEN. Német falu Sopron Várm. földes Ura H. Eszterházy Uraság, lakosai katolikusok, és evangelikusok, fekszik Sopronhoz 2 4/8 mértföldnyire, egy völgyben, Kaboldnak filiája, határja sovány, szőllö hegye nints, réttye kevés, erdeje meszsze van, vagyonnyai meglehetősek."
Fényes Elek szerint "Kalchgruben, német falu Sopron vmegyében, Sopronhoz nyugotra 3 mfd., dombon, 51 kathol., 140 evang. lak. Urbéri szántóföld van 338 h., rét 57 hold. Patakja van. Földje rosz. Birja h. Eszterházy Pál."
1910-ben , 303 lakosából 302 német volt. A trianoni békeszerződésig Sopron vármegye Felsőpulyai járásához tartozott. 1971-ben a szomszédos Veperdhez csatolták. Temetőkápolnáját 1977-ben, tűzoltó szerházát 1996-ban építették. A 2001-es népszámlálás szerint 357 lakosa volt.

## Nevezetességei
- Temetőkápolnája 1977-ben épített modern épület különálló harangtoronnyal.
- A világháborús hősi emlékművet 1956-ban emelték.
- Horgásztava a horgászsport kedvelőinek paradicsoma.

## Külső hivatkozások
- Veperd hivatalos oldala
- Mészverem az Osztrák Statisztikai Hivatal honlapján